# Mościbrody
Mościbrody – wieś w Polsce położona w województwie mazowieckim, w powiecie siedleckim, w gminie Wiśniew.  Ma status sołectwa. Przez wieś przebiega droga krajowa nr 63 Węgorzewo – Sławatycze i dwie drogi powiatowe: do Wólki Wiśniewskiej i do wsi Borki-Kosiorki.
Na terenie wsi utworzono dwa sołectwa Mościbrody (w 2019 było 110 mieszkańców) i Mościbrody Kolonia (137 mieszkańców).
Wierni Kościoła rzymskokatolickiego należą do parafii Najświętszego Serca Jezusowego w Wiśniewie.
W latach 1975–1998 miejscowość położona była w województwie siedleckim.

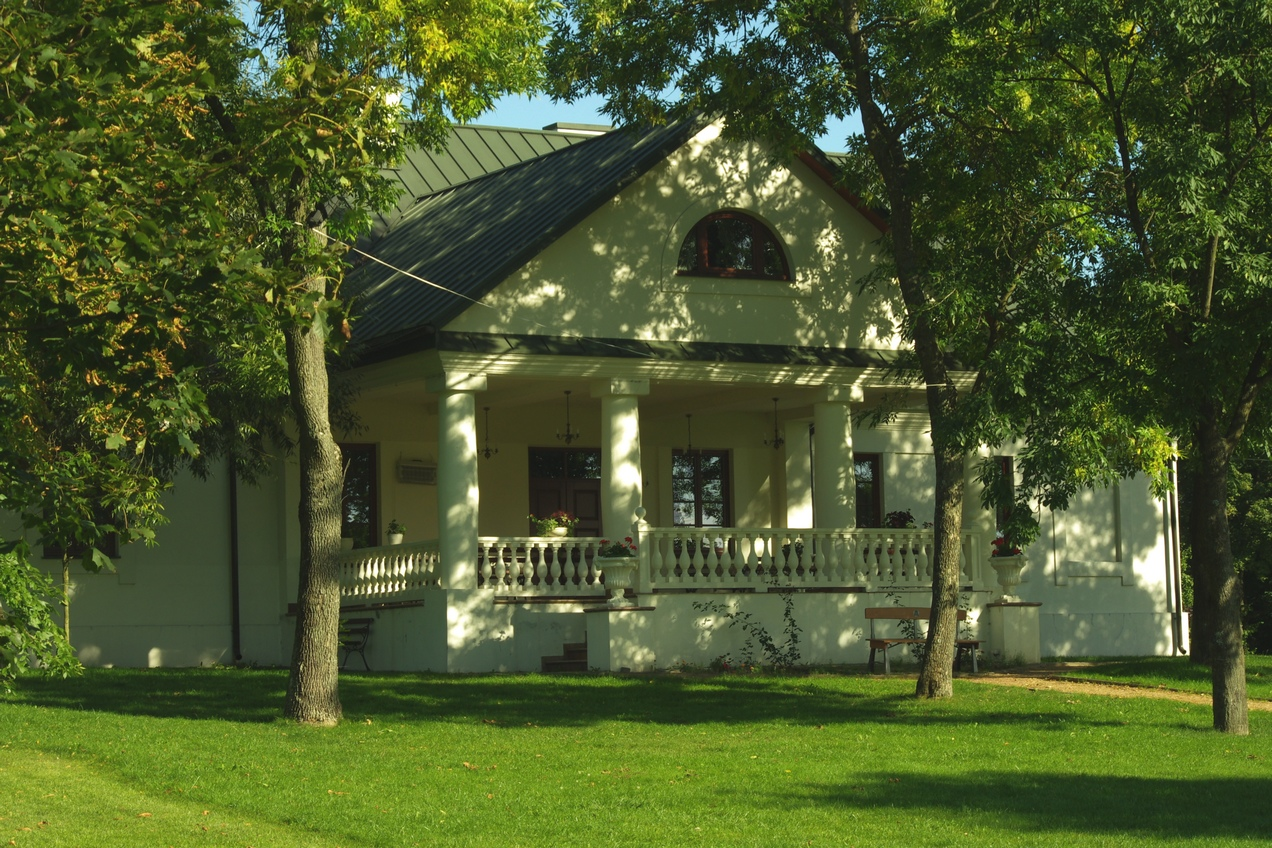
Widok na dwór od strony parku

W Mościbrodach znajduje się XIX wieczny, zabytkowy zespół dworsko – parkowy i otaczający go kompleks stawów rybackich oraz duży Zakład Mięsny produkujący wędliny na rynek ogólnokrajowy.
W 2008 roku w parku dworskim odbyła się inscenizacja bitwy pod Iganiami.
W części miejscowości działał Zakład Rybacki Mościbrody wchodzący w skład Państwowego Gospodarstwa Rybackiego Siedlce.

## Zabytki
- zespół dworsko-parkowy: dwór, oficyna, czworak, obora i spichlerz.